# Зарецкий Спасский монастырь
Заре́цкий Спа́сский монасты́рь (Спас-Зарецкий монастырь) — ныне не существующий мужской монастырь Русской православной церкви. Располагался на территории современного города Спасска-Рязанского. Основан в XV веке. С 1651 года — приписной к Саввино-Сторожевскому монастырю. Окончательно упразднён в 1764 году.

## История
Когда и кем был основан Спас-Зарецкий монастырь, сведений не сохранилось. Время его основания относят к XV веку. Самый древний документ, свидетельствующий о существовании Спасского Зарецкаго монастыря, относятся к 15 марта 1535 года — это изданная Рязанскою учёною архивною комиссиею в «Сборнике писцовых книг Рязанского края» сотная грамота письма Ивана Дмитриева Боброва да Ярца Андреева Норманскаго на бортныя ухожья Куроповский остров Гавриловского села, что Спаса-Зарецкаго, что Спаса под Старой Рязанью. Из документа видно, что Спасский Зарецкий монастырь между 1483—1503 годами уже существовал.
Князь Феодор Васильевич, сын великого князя рязанского Василия Ивановича, родной брат предпоследнего рязанского князя Ивана, правнука Олега Ивановича (1483—1503), говорится в грамоте, «село Гавриловское и ухожьи, что были Спасскаго, что Спас в городе в Переславле, взял то село Гавриловское у Спаса у Городецкаго да придал в свою вотчину в трети к Спасу Зарецкому. И на то село Гавриловское у Спасскагго (Зарецкаго) игумена Федосья грамота княж Феодора Васильевича». Князь Фёдор Васильевич, как известно, от отца получил себе в удел Перевитск, Старую Рязань и треть в Переславле (дворы в городе, посад и мельницы, около города поле и луг), в городской тамге треть и соответствующую долю суда в Переславле.
Как владелец Рязани Старой, Фёдор Васильевич взял у Спаса Городецкого, находившегося в Переславле Рязанском, село Гавриловское и придал его в своей вотчине в трети к Спасу Зарецкому. Игумен Зарецкаго монастыря Феодосий на основании этой грамоты стал пользоваться и бортными ухожьи Куровловского острова Гавриловскаго села Спаса Зарецкаго и брать с ходивших там бортников Лопата Дягилева с товарищи оброку по 19 пудов мёду.
Спасский монастырь в Переславле Рязанском спорил, что «бортныя ухожьи» принадлежат ему и сумел действительно выиграть дело. По великаго князя слову Ивана Васильевича помянутые нами выше писцы Иван Дмитриев Бобров да Ярец Андреев сын Норманский с товарищи 15 марта 1535 года действительно признали, что пользование «бортными ухожьи» Зарецким монастырём было бы незаконно, и приписали их снова спасскому архимандриту Касьяну с братиею, что Спас в городе Переславле в Рязанском, потому что грамота Феодосия, игумена Зарецкаго монастыря, дана только на село Гавриловское и ничего не сказано о бортных ухожьях.
«И мы того обыскали», — говорится в сотной грамоте писцов Ивана Дмитриева Боброва и Ярца Андреева сына Норманскаго, — «что те ухожьи Гавриловскаго села к Зарецкому Спасу а грамоте не написаны, и впереди те ухожьи архимандриту Касьяну с братьею, потому что у спасскаго игумена Феодосья, во княж Федоровой грамоти, написано село Гавриловское, а не бортные ухожьи. А ходити те ухожьи тем же бортникам Лопати Дягилеву с товарищи. А оброк давати спасскому (в Переславле) архимандриту Касьяну с братьею».
В более поздних документах, а книгах приправочных 1597 года и составленных после них писцовых Старо-Рязанского стана за 7137 и 7138 (1629—1630) годы, в Зарецком монастыре значится две церкви — Преображенская и Введенская. В селе Спасском, по упомянутым писцовым книгам, значилось «церковных причетников: двор попа Бориса, двор попа Феодоса, двор дьякона Захара, двор дьячка Ивашка Васильева», но замечено также, что «служат попы и дьячек в монастыре». «Церковные пашни» за причтом состояло «добрые земли 20 чети в поле, а в дву потомуж, сена по лугам и на пожие 50 копен». Количество прихожан при этих церквах «в селе ж и в деревне» (Гавриловской) числилось «крестьянских семьдесят три двора, двадцать девять дворов бобыльских, людей в них тож».
В том селе и деревне, принадлежащих Зарецкому монастырю, по писцовым дачам, значилось «пашни паханые II чети с полу-осминою, да перелогом 400 чет, да лесом поросло 300 чети, а всего пашни паханые с наезжею, и перелогу, и лесом поросло добрые земли 1249 чети с полу-осминою в поле, да в дву потомуж, сена, что косят на монастырь (Спасский Зарецкий), опричь крестьянского, меж озёр от Климентовской и Рождественской и деревни Казаковой от межи на лугах в разных местах 400 копен, да на усть-Вхожева озера внизь по реке по Оке по Братов враг 200 копен, да крестьянсково сена к селу Спасскому и к деревни Гавриловской меж озёр и по реке по Оке вниз под селом Спасским 1400 копен, и опричь тех угоден, что к селу Старой Резани и Резанцеву, по реке по Оке в длину на 5 верст, поперег 3 версты, инде больше, инде меньше. Да к монастырю ж Спаса Зарецкого угодья рыбныя ловли: озеро Спасское, озеро Круглое, озеро Лужное, два озера Калистовские, озеро Донец, озерко Глубокое, да десять перевесей со спуды, озерко Толсто сечи, озерко Жирковасое, озерко Яблоновое, озерко Хлоптово, озерко Кутуково, два озерка Суходольские. Сошнаго письма в живущем и впусте две сохи и пол-треть сохи, и не дошло в сошное письмо девяти чети с полуосминою и с третником пашни, а платить из живущего в сошное письмо села Спасково и деревни Гавриловские крестьяном со II чети с полуосминою пашни. А писана та вотчина за Спасским монастырем по приправочным платежным книгам письма и меры Василия Волынского с товарищи 105 году».
В 1637—1638 годы по отказной книге осаднаго головы Степана Алексеевича Хирина (за его печатию) Спасскому Зарецкому монастырю дана выпись на дворовое место: «в г. Переславле Рязанском на посаде, на Калачной улице, по конец Иванова места Можарова воротниковское место Митки Дехтярева, а тот Митка пропал без вести давно… А и игумена в городе и на посаде места двороваго не было».
Спас-Зарецкий монастырь потерял свою самостоятельность в 1651 году и был приписан к Саввино-Сторожевскому монастырю. В древнее время некоторые монастыри пользовались особым расположением московских государей. Государи давали таким монастырям разные льготы, жалованные, подтвердительные, тарханные, несудимые и другие грамоты; освобождали те монастыри от зависимости областных и епархиальных судов. Эти монастыри, говорили тогда, государи сами брали под своё непосредственное покровительство. К таким привилегированным монастырям приписывали другие монастыри, или, лучше сказать, вотчинный владения их. По уничтожении в 1651 году самостоятельности монастыря, управлялся строителями, и кроме того, на монастырском дворе Спаса Зарецкаго «жили приказчики, переменяючись погодно».
Около 1676 года монашествующих в монастыре, кроме строителя, уже никого не было, и у церкви Преображения Господа Бога и Спаса нашего Иисуса Христа в Зарецком монастыре, что на Старой Рязани, стали служить белые попы. По окладным книгам Старо-Рязанской десятины 184 (1676 год), значится «у церкви Преображения Господа Бога и Спаса нашего Иисуса Христа в Зарецком монастыре, что на Старой Рязани, белые попы: двор — поп Михаил Захариев. двор — поп Михаил Борисов, двор — поп Леонтей да диакон Помфил. В приходе к той церкви, — говорится далее в окладных книгах, — двор монастырский, а в нём живут прикащики, переменяючись погодно, да крестьян монастырских в том селе Спасском и в деревне Гавриловской двести семьдесят пять дворов да бобыльских двадцать пять дворов».
Суд в приписных монастырях установлялись обыкновенно на тех же началах, на каких они существовали в тех привилегированных монастырях, к которым были приписаны. А привилегированные монастыри ведались обыкновенно непосредственно самими московскими государями и их дворецкими в Приказе Большого дворца, там же чинились суд и расправа по монастырям, приписным к ним. В Приказе Большого дворца сосредоточивалось и все государственные и финансовые отправления, относящиеся до монастырских вотчин, как то: плата налогов с оброчных статей, сбор денег, хлеба и даточных людей для военной службы. Ведению Приказа Большого дворца подлежали не только одни монастырские власти — настоятели, игумены, но и все вообще обитатели монастыря — монастырские слуги и крестьяне. Но и несмотря на эти определённые в церковном праве обычаи, воеводы позволяли себе вторгаться иногда по разным причинам, большею частью «по не дружбе», в неприсвоенные им права по монастырским делам. Тогда монастырские власти жаловались на них государю и получали подтвердительные грамоты, не обязывающие или, точнее, исключающая их из под власти местных воевод.
Таковые подтвердительные и несудимые грамоты повторялись почти каждому воеводе, потому что каждый из них был не прочь показать свою власть и над монастырями. Известны четыре несудимых грамоты, выданный Саввину Сгарожевскому монастырю на приписной к нему Спасский Зарецкий монастырь в период времени с 1651 по 1700 год, несмотря на то, что они должны хорошо знать, что Спасский Зарецкий монастырь их ведению не подлежит ни в каком отношении и что в каждой подтвердительной грамоте на имя рязанского воеводы повторялось, что и «наперед сего дана-де им великаго государя грамота в Переславль Рязанский воеводе, что их монастырских крестьян ни в каких делах в Переславле ведати не велено».
Несмотря на льготы, власти Саввина монастыря не заботились о благоустройте церквей и монастырских строений Спас-Зарецкого монастыря, а потому монастырь постепенно приходил в упадок, церкви и постройки ветшали и разрушались.
Из описи 1728 года видно, что Спассий Зарецкий монастырь был более поход на вотчинный хутор, чем на монастырь. Здесь не жило ни игуменов, ни строителей, ни братии. В монастыре жили управляющий и подьячий.
Монастырские храмы, которые по челобитью архимандрита Саввина монастыря в Коллегию экономии Синодального правления, монастырские храмы уже в 1730 году «все сгнили без остатку», равно и братские кельи, значащиеся по описи 1728 года совершенно ветхими, за ненадобностью были разобраны.
Монастыря уже не было, но он значился на бумаге до 1764 года, когда в ходе секуляризационной реформы был упразднён.
30 июня 1839 года бургомистр Миронов, представляя губернатору пять столбцов XVII века о Спасском Зарецком монастыре и опись монастырского инвентаря за 1728 год, делал такие соображения о местоположении Зарецкого монастыря: «Над скатом горы в г. Спасске, лежащей к южной стороне, возвышается часовня — полусогнивший памятник священного здания. Головы и кости, выкатившияся из горы, свидетельствуют о древнем кладбище. Каждый годчастью водою, во время разлития, подмывавшаяся гора обнаруживает кости покоющихся прахов, а частью ветер, выдувая песок, обнаруживает могилы до осснования. Так что, смотря на все пространство, граничащее костями, нельзя определить могил, и видна лишь одна равнина, совершенно покрытая костями, из коих множество, ссыпаясь с горы, во время разлива, уносятся водою. Изустное предание многих свидетельствало всегда, что на этом месте был монастырь, а по уничтожении его — сельская церковь. Надобно было изыскать следы этого предания, надобно было подтвердить его самыми открытиями, и предпрринимаемое мною изыскание собраниями разных хартий наконец удостоверило, что на сем месте в древности стоял монастырь, именовавшийся Спас-Зарецкий; получивший, вероятно, своё название от того, что известный древний город Рязань (ныне село Старая Рязань) стоял противуположно Спасску, на правом берегу Оки по ея течению».

## Настоятели
Будучи самостоятельным, монастырь управлялся игуменами из которых известны
- Феодосий (упом. в 1535)
- Никандр (упом. в 1630 и 1646)
- Никифор (упом. в 1650)

С потерею своей самостоятельности Спас-Зарецкий монастырь управлялся строителями, из коих известны
- Никодим (рукоп. 2 мая 1651)
- Тихон (упом. в 1652 и 1653)
- Дионисий (упом. в 1665)
- Иона (упом. в 1666)
- Боголеп (рукоп. в 1661)
- Феодосий (упомин. 1694)
- Пахомий (упом. в 1695)
- Александр (упом. в 1699)